# Urban jungle
Urban Jungle je freeware obrazovna igra vožnje. Igra sadrži virtualnu verziju gradskog središta hrvatskog grada Rijeke. Igrač vozi automobil kroz grad, izvršavajući misije za novac, pazeći da ne krši prometna pravila; kasnije ažuriranje dodalo je i simulaciju autoškole.
Urban Jungle je prva edukativna igra vožnje napravljena u Hrvatskoj. Razvoj je započeo u lipnju 2002.; ukupno 40 ljudi radilo je na projektu, koji je financiran kroz bespovratna sredstva i oglašavanje u igri. Igra je pretpremijerno prikazana u studenom 2005. godine, a sljedeći mjesec objavili su je Autoklub Rijeka i Udruga talentiranih programera Rijeka (DIR). Igru su hrvatske vlasti koristile kao alat za promicanje sigurne vožnje. U 2013. najavljen je nastavak, ali je izvješćeno da će biti još u razvoju do kraja 2016.

## Igra
Igrač vozi automobil kroz Rijekuizvodeći vremenski ograničene misije. Igra ima "beskonačan" broj zadaća i cilj je što dulje voziti bez prekršaja. Nakon svake završene misije, nagrađuju se novčano i kažnjavaju za kršenje prometnih zakona. Ako se skupi dovoljno novca u igri, moguće je kupiti bolje automobile. Novac se također može potrošiti na gorivo, popravke štete nastale uslijed sudara i prometnih prekršaja. Igrač mora pazite da ne udarite pješake koji su, kako bi se izbjeglo slikovito nasilje, prikazani lutke za testiranje sudara. Ako igrač nakupi previše štete na svom automobil ili previše kaznenih bodova, ili udari policajca, igra završava.
obrazovanje vozača mod je dodan u igru u ažuriranju iz 2007., pod nazivom Urban Jungle: Autoškola v1.1. Igrač mora položiti vozačke ispite na ispitnoj stazi prije nego što mu se dopusti da poduzima vozačke misije. Ažuriranje također uključuje detaljniju grafiku, obnovljeni skup automobila i kompliciranije misije. Programeri su također dodali vremensku prognozu, mogućnost odlaska u razgledavanje u igri kao pješak, mogućnost primanja naknade od osiguranja za štetu koju su prouzročili automobili neigrača te mogućnost kupnje novog vozila putem bankovnog kredita.

## Razvoj
Razvoj Urban Junglea započeo je u lipnju 2002.Igru su financirale in-game advertising domaće i strane tvrtke i neprofitne organizacije poput [ [UNICEF]]. Sredstva je dobila i od poglavarstva Grada Rijeke. Na projektu je radilo oko 40 ljudi. Programeri igre izgradili su vlastiti 3D engine, Urban3D. Dijelovi igre, uključujući 3D modele i neke od tekstura, dizajnirani su na Mac računala. Postojali su planovi za prijenos igre na Mac OS X, od kojih se odustalo Appleovim prelaskom na x86 arhitekturu.

## Izlazak i nasljeđe
Igra je pretpremijerno prikazana na Međunarodnom sajmu novih tehnologija 24. studenog 2005.,  i ponovno 2007. Objavljen je 6. prosinca 2005., i stavljen na raspolaganje za besplatno preuzimanje online, te distribuiran u računalnim časopisima. Izdali su ga Autoklub Rijeka i Udruga talentiranih programera Rijeka (DIR, hr. Udruga darovitih informatičara Rijeke) ). Igra je hvaljena kao prva hrvatska igra simulacije vožnje u kojoj se igrači moraju pridržavati prometnih pravila. 
U 2006 godini Autoklub Rijeka održao je natjecanje u igranju Urban Jungle za srednjoškolce, a pobjednika je nagradio besplatnim satovima vožnje. U 2016. godini riječka je policija ovom igrom promovirala sigurnost u cestovnom prometu.
Popularna je ne samo na hrvatskom tržištu nego i u susjednim zemljama Bosna i Hercegovina i Srbija.

## Nastavak
U 2013 godini najavljen je nastavak, pod nazivom Urban Jungle 2. Distribuira se na Windowsima i Mac, a možda će sadržavati i virtualnu verziju Zagreba, glavnog grada Hrvatske. Originalni motor Urban Jungle' , Urban3D, trebao je biti zamijenjen Unity u sljedećem izdanju. Urban Jungle 2 bi također bila mrežna igra za više igrača. U studenom 2016. Urban Jungle 2 je još uvijek bila u razvoju.< ref name="riječanin" />
Igra ima "beskonačan" broj zadaća i cilj je što dulje voziti bez prekršaja. Nakon svake uspješno okončane vožnje, igrač se nagrađuje virtualnim novcem kojim može kupiti bolje vozilo. Simulacija je smještena u virtualni grad Rijeku cijeli širi centar preslikan je u igru.